# Treiten
Treiten (toponimo tedesco; in francese Treiteron) è un comune svizzero di 420 abitanti del Canton Berna, nella regione del Seeland (circondario del Seeland).

## Società

### Evoluzione demografica
L'evoluzione demografica è riportata nella seguente tabella:
Abitanti censiti

## Amministrazione
Dal 1852 comune politico e comune patriziale sono uniti nella forma del commune mixte.